# Чальчуапа
Чальчуапа (исп. Chalchuapa) — город на западе Сальвадора, в департаменте Санта-Ана.
Чальчуапа располагается в 14 км к западу от города Санта-Ана, административного центра департамента. Население города составляет более 72 тысяч человек.

## История
Город был основан в XVI веке. Вблизи его находятся развалины древних индейских городов Тасумаль и Эль-Трапиче. Чальчуапа — центр сельскохозяйственного района, здесь выращивают кофе, какао, хлопчатник.
2 августа 1885 года в боевом столкновении с сальвадорской армией, здесь погиб президент Гватемалы Хусто Руфино Барриос Ауйон.